# Orestes (Eurípides)
Orestes (em grego clássico: Ὀρέστης, Orestēs) (408 a.C.) é uma peça de teatro no género de tragédia de Euripides, dramaturgo da Grécia Antiga, que trata os acontecimentos decorrentes da morte por Orestes da mãe dele Clitemnestra.

## Contexto
Tendo concordado com o conselho do deus Apolo, Orestes matou a sua mãe Clitemnestra para vingar a morte do pai dele, Agamemnon, morto pela esposa. Apesar da anterior profecia de Apolo, Orestes passa a ser atormentado pelas Erínias, ou Fúrias, pelo sentimento de culpa do seu matricídio. A única pessoa capaz de acalmar Orestes da sua loucura é a sua irmã Electra. Para complicar mais a situação, uma importante facção política de Argos pretende punir com a morte Orestes pelo seu crime. A única esperança de Orestes para salvar a sua vida reside no seu tio Menelau, que havia regressado com Helena após uma ausência de dez anos na Guerra de Troia e mais alguns anos a acumular riqueza no Egito. Na cronologia do que aconteceu a Orestes, esta peça situa-se após os acontecimentos relatados em peças como a Electra de Eurípides ou a Coéforas de Ésquilo, e antes dos acontecimentos contidos em peças como a Eumênides de Ésquilo e Andrômaca de Eurípides.

## Enredo
A peça começa com um monólogo de Electra que descreve o enquadramento geral e os eventos que levaram até aquela situação, estando Orestes a dormir junto de si. Pouco depois, Helena sai do palácio sob o pretexto de que deseja fazer uma oferenda no túmulo de sua irmã Clitemnestra. Após a saída de Helena, um coro de mulheres de Argos entra para ajudar a avançar o enredo. Então Orestes, ainda enlouquecido pelas Fúrias, acorda.
Menelau chega ao palácio e ele e Orestes discutem o assassinato e a loucura resultante. Chega então Tíndaro, avô de Orestes e sogro de Menelau, que repreende severamente Orestes, levando a uma conversa entre os três homens sobre o papel dos seres humanos na aplicação da justiça divina e da lei natural. Quando sai, Tíndaro adverte Menelau de que este vai precisar do ancião como aliado. Orestes suplica a Menelau, esperando ganhar a compaixão que Tíndaro não lhe concederia, na tentativa de convencê-lo a deixá-lo falar perante a assembleia dos homens de Argos. No entanto, Menelau, acaba por evitar o seu sobrinho, optando por não comprometer o seu poder ténue junto dos gregos, que o culpam a ele e a sua esposa pela Guerra de Troia.
Pílades, o melhor amigo de Orestes e o seu cúmplice no assassinato de Clitemnestra, chega depois de Menelau ter saido. Ele e Orestes começam a formular um plano, acusando políticos e líderes populares que manipulam as massas para resultados contrários ao melhor interesse do estado. Orestes e Pílades saem depois para que possam apresentar o seu caso perante a assembleia da cidade, num esforço para salvar Orestes e Electra da execução, esforço que resulta infrutífero.
Sendo certa a sua execução, Orestes, Electra e Pílades formulam um plano de vingança contra Menelau por lhes virar as costas. Para infligir o maior sofrimento, eles planeiam matar Helena e a sua filha, Hermíone. No entanto, quando vão para a matar, Helena desaparece. Na tentativa de executar o seu plano, um escravo frígio de Helena escapa do palácio. Orestes pergunta ao escravo porque lhe deve poupar a vida e o escravo suplica a Orestes que não o mate. Orestes é conquistado pelo argumento do frígio de que, como homens livres, os escravos preferem a luz do dia do que a morte. De seguida, Menelau entra levando a um enfrentamento entre ele e Orestes, Electra e Pílades, que com sucesso capturaram Hermíone.
Quando está prestes a ocorrer novo derramamento de sangue, Apolo chega ao palco Deus ex machina. E volta a colocar tudo em ordem, explicando que Helena foi colocada entre as estrelas e que Menelau deve voltar a Esparta. Diz a Orestes para se dirigir a Atenas ao Areópago, o tribunal ateniense, para obter julgamento, pelo qual mais tarde será absolvido. Além disso, Orestes deve casar-se com Hermíone, enquanto Pílades se casará com Electra. Finalmente, Apolo diz aos mortais para se afastarem em alegria e paz, sendo o mais honrado e favorecido dos deuses.

## Temas

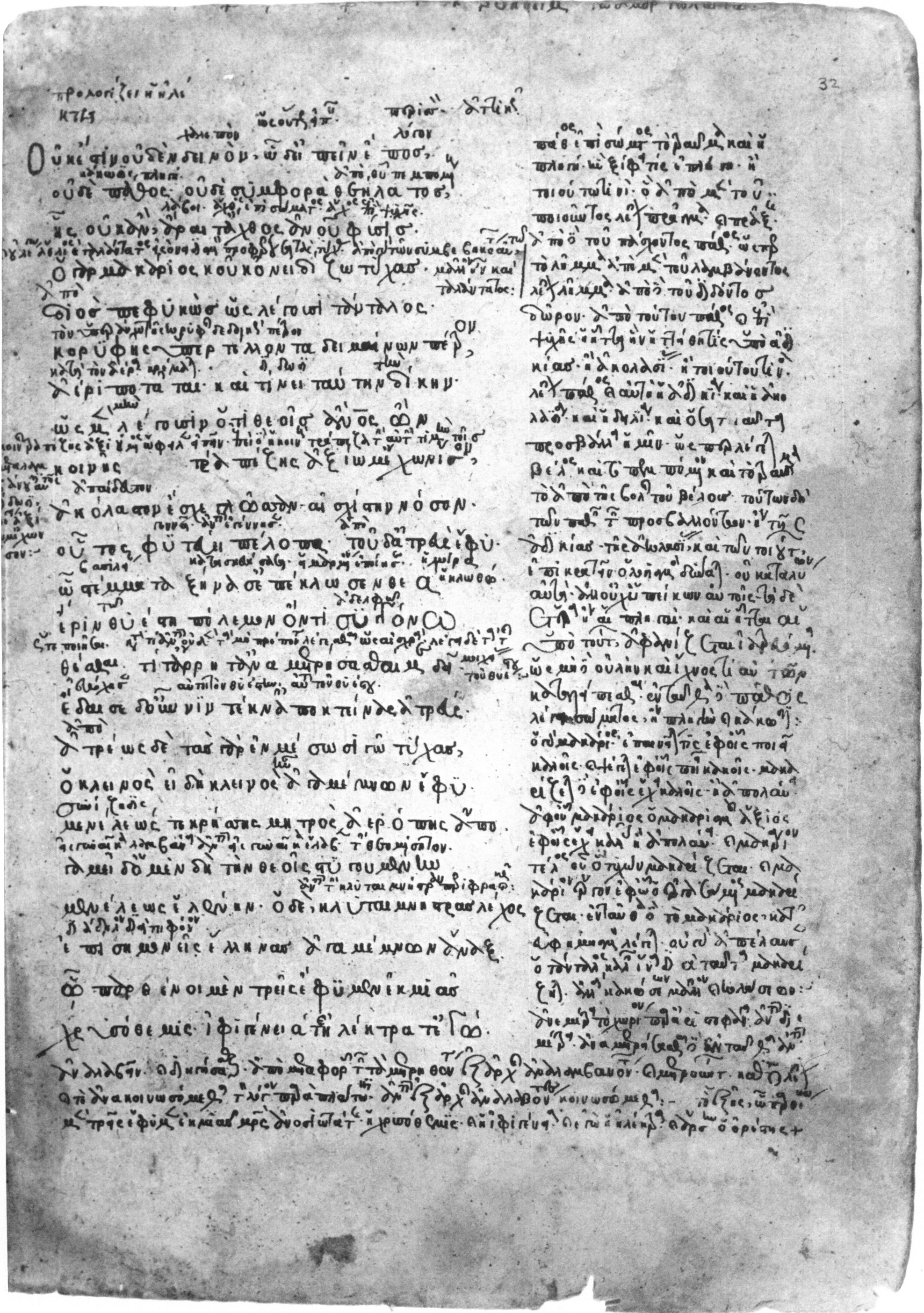
Eurípides, Orestes, versículos 1-23, com escólias. Início do século XIV. Oxford, Biblioteca Bodleian, MS. Barocci 120, fol. 32r.

Como em grande parte da sua obra, Eurípides usa a mitologia da idade do Bronze para defender uma ideia sobre a política de Atenas clássica durante a guerra do Peloponeso. Orestes foi apresentada pela primeira vez na Grande Dionísia nos anos de declínio da guerra, tendo tanto Atenas como Esparta como todos os seus aliados sofrido perdas tremendas.
Eurípides desafia o papel dos deuses, e talvez mais propriamente a interpretação pelo homem da vontade divina. Orestes e outros notam o papel subordinado do homem face aos deuses, mas a superioridade dos deuses não os torna particularmente justos ou racionais. Até mesmo Apolo, o Deus sinónimo da lei e da ordem, dá em última análise um argumento insatisfatório. Por exemplo, ele cita a razão para a guerra de Troia como o método que os deuses decidiram para limpar a terra de excesso de população. Isto nos leva a questionar por que razão os deuses (ou os líderes políticos) usariam a guerra como um instrumento para atingir um bem maior e, sendo este o caso, por que razão esses deuses/líderes são dignos da nossa admiração e louvor?
William Arrowsmith elogiou a peça enquanto condenação aguda da sociedade de Atenas, afirmando:
Tragédia totalmente sem afirmação, uma imagem de ação heróica vista como remendada, desfigurada e doente, conduzida pela engrenagem e slogans de ação heróica num crescendo constante de ironia mordaz e raiva de exposição. É... um tipo de tragédia negativa da turbulência total, derivando o seu poder real da exposição da dolorosa disparidade entre o ideal e o real, negando toda a possibilidade de ordem e admitindo dignidade apenas como a ausência agonizante pela qual o grau de depravação irá ser julgado.
Arrowsmith também declarou que, "Estou tentado a ver na peça a imagem profética de Eurípides da destruição final de Atenas e da Hélade, ou dessa Hélade a quem um homem civilizado ainda pode dar todo o seu empenhamento."
Para além da vontade dos deuses, é notado o papel do direito natural e da sua tensão com a lei feita pelo homem. Por exemplo, Tíndaro argumenta a Menelau que a lei é fundamental para a vida do homem, a que Menelau contrapõe que a obediência cega a qualquer coisa, mesmo a lei, é um atributo de um escravo.
Talvez que a ideia mais importante da peça seja a afirmação definitiva de Apolo de que paz é o valor que primeiro deve ser reverenciado mais do que todos os outros. Orestes é o que melhor personifica esse valor ao poupar a vida do frígio, fazendo valer a ideia de que que a beleza da vida transcende as fronteiras culturais, seja alguém escravo ou homem livre. Esta foi também a única súplica com sucesso na peça. Este ponto é de especial valor, dado que a Guerra do Peloponeso já durava há quase um quarto de século na época da produção desta peça.

## Traduções

### Em inglês
- Edward P. Coleridge, 1891 – em prosa
- Gilbert Murray, 1911 – em verso
- Arthur S. Way, 1912 – em verso
- William Arrowsmith, 1958 – em verso
- Andrew Wilson, 1994 – em prosa:
- Anne Carson, 2009 – verse
- George Theodoridis, 2010 – em prosa:

### Em português
- Eurípides, Orestes, editora: UNB, coleção: CLASSICOS GREGOS, 1999, ISBN 9788523005153.
- Eurípides. Orestes. Tradução de Augusta F. Oliveira e Silva. Coimbra, Instituto Nacional de Investigação Científica, 1982.